# Gare de Parent - Coudes - Champeix
La gare de Parent - Coudes - Champeix est une gare ferroviaire française de la ligne de Saint-Germain-des-Fossés à Nîmes-Courbessac, située au lieu-dit les Bogers sur le territoire de la commune de Parent, près de Coudes et de Champeix, dans le département du Puy-de-Dôme, en région Auvergne-Rhône-Alpes.
C'est une halte de la Société nationale des chemins de fer français (SNCF), desservie par des trains TER Auvergne-Rhône-Alpes.

## Situation ferroviaire
Établie à 362 m d'altitude, la gare de Parent - Coudes - Champeix est située au point kilométrique (PK) 444,105 de la ligne de Saint-Germain-des-Fossés à Nîmes-Courbessac, entre les gares de Vic-le-Comte et d'Issoire.

## Histoire
La gare figure dans la nomenclature 1911 des gares, stations et haltes, de la Compagnie des chemins de fer de Paris à Lyon et à la Méditerranée, c'est une gare nommée Coudes - Saint-Nectaire. Elle porte le no 11 de la section de Moret-Les-Sablons à Nîmes.

## Service des voyageurs

### Accueil
Halte SNCF, c'est un point d'arrêt non géré (PANG) à entrée libre. Elle est équipée d'automates pour l'achat de titres de transport TER.
Une passerelle permet la traversée des voies et le passage d'un quai à l'autre.

### Desserte
Parent - Coudes - Champeix est desservie par des trains TER Auvergne-Rhône-Alpes qui effectuent des missions entre les gares d'Issoire et de Clermont-Ferrand ou de Riom - Châtel-Guyon, mais aussi Brioude ou Gannat voire Moulins-sur-Allier.

### Intermodalité
La gare est située à 4 km du centre ville de Parent, 1 km de celui de Coudes et 8 km de celui de Champeix. Un parc pour les vélos et un parking pour les véhicules y sont aménagés. Un service de cars TER Auvergne complète la desserte ferroviaire (ligne Vic-le-Comte - Issoire). 